# Synopsia unitaria
Synopsia unitaria là một loài bướm đêm trong họ Geometridae.